# Chiesa dei Santi Cosma e Damiano (Corte Franca)
La chiesa dei Santi Cosma e Damiano è la parrocchiale di Timoline, frazione del comune sparso di Corte Franca, in provincia e diocesi di Brescia; fa parte della zona pastorale del Sebino.

## Storia
Nel Catalogo capitolare del 1410 l'originaria chiesa timolinese risultava inserita nella squadra de Palazolo; dal Catalogo queriniano del 1532 si apprende, invece, che il luogo di culto era dedicato ai santi Giulia, Cosma e Damiano.

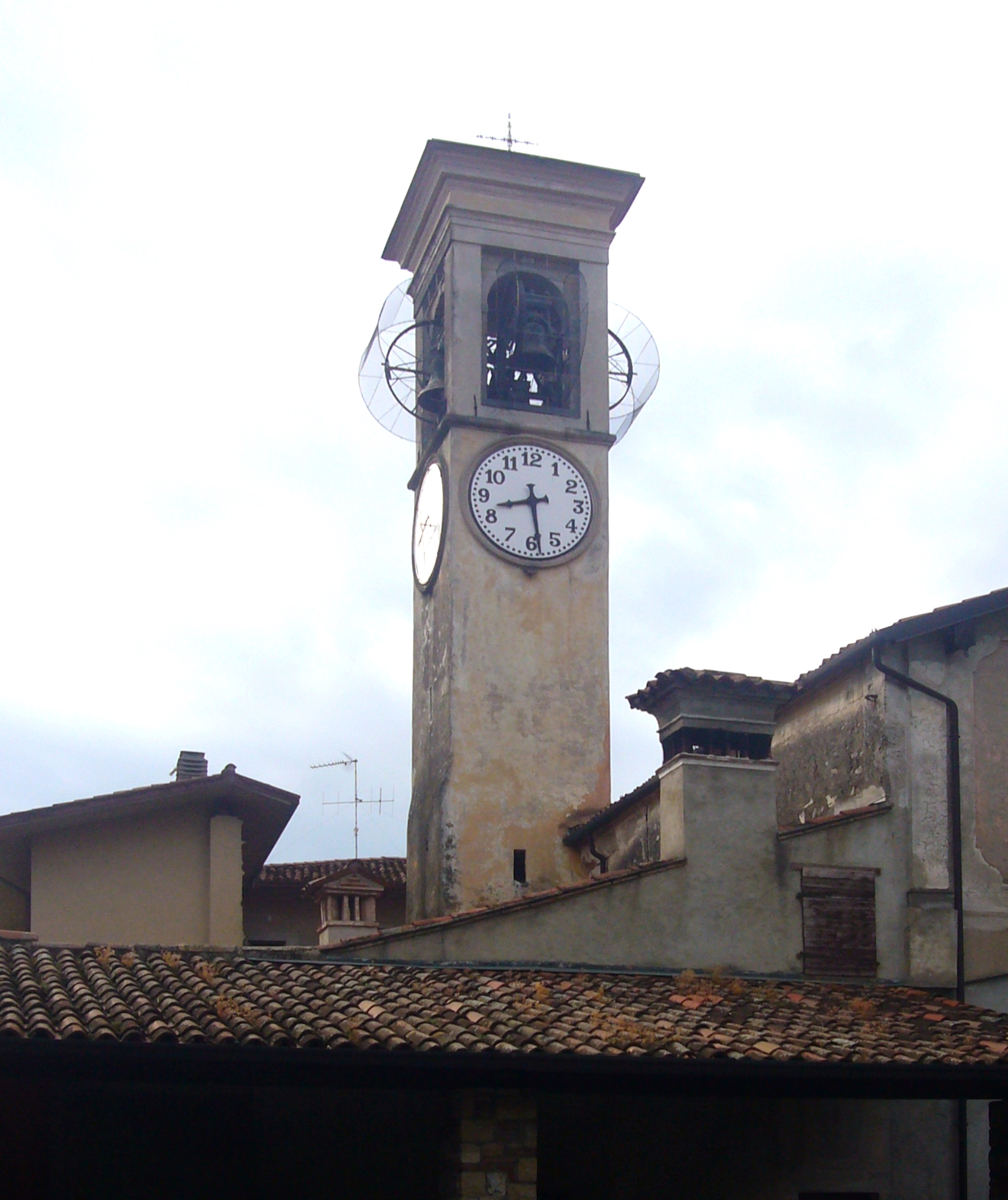
Il campanile

L'arcivescovo di Milano Carlo Borromeo, durante la sua visita del 1580, trovò che il numero dei fedeli era pari a 145, che il beneficio aveva il valore di 125 scudi e che la parrocchiale, inserita nella vicaria di Torbiato e dotata di otto altari, aveva alle sue dipendenze l'oratorio di Santa Giulia.
Dalla relazione della visita del vescovo Marco Dolfin del 1703 s'apprende che a servizio della cura d'anime vi era unicamente il parroco, che i fedeli ammontavano a 130 e che la parrocchiale, in cui trovavano posto quattro altari, aveva come filiale l'oratorio di Santa Giulia, che però non era più officiato. 
All'inizio del Novecento la chiesa versava in pessime condizioni, cosicché nel 1909 il parroco don Angelo Roveglia incaricò di redigere il progetto per una nuova parrocchiale l'ingegner Giovanni Tagliaferri, che nel gennaio dell'anno successivo presentò i disegni. I lavori di costruzione vennero avviati il 30 giugno 1911 e furono portati a termine nel 1912, tanto che il 12 ottobre di quell'anno il vescovo di Cremona Geremia Bonomelli benedisse la chiesa, poi consacrata il 5 settembre 1914 dal vescovo di Brescia Giacinto Gaggia.
Nel 1939 l'antica parrocchiale fu definitivamente soppressa e destinata ad altri usi e il 28 ottobre 1945 venne inaugurata la facciata della nuova chiesa.
L'adeguamento liturgico secondo le usanze postconciliari fu condotto nella seconda metà degli anni sessanta mediante l'aggiunta dell'altare rivolto verso l'assemblea.
La chiesa venne restaurata nel 1989 e, nel medesimo anno, la parrocchia entrò a far parte della neo-costituita zona pastorale del Sebino, come stabilito dal Direttorio diocesano per le zone pastorali, emanato il 14 aprile di quell'anno con decreto del vescovo Bruno Foresti.

## Descrizione

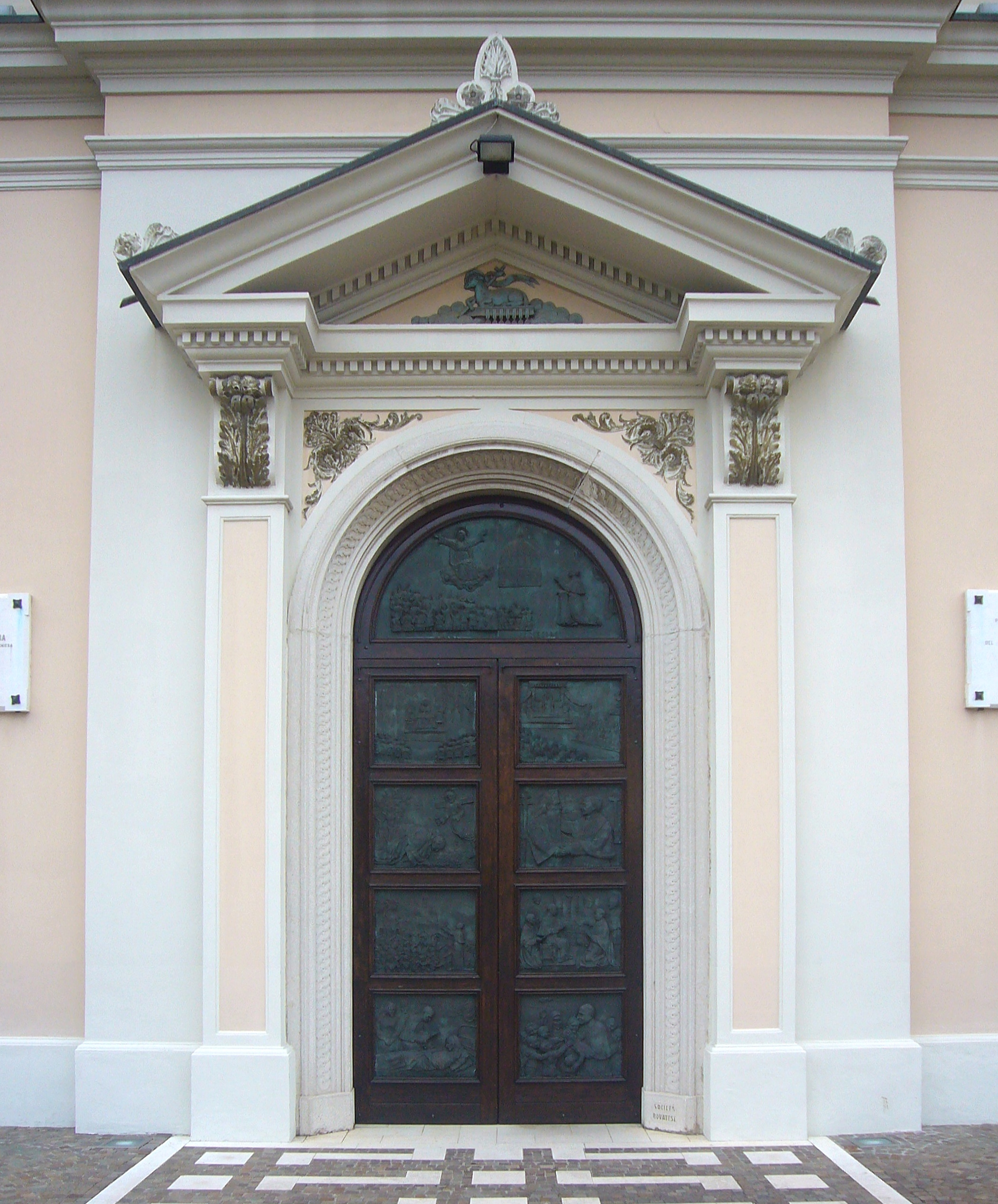
Il portale d'ingresso

### Esterno
La facciata a capanna della chiesa, rivolta a ponente, è suddivisa da una cornice marcapiano aggettante in due registri, entrambi scanditi da lesene: quello inferiore è caratterizzato dal portale d'ingresso timpanato, mentre quello superiore presenta al centro il rosone ed è coronato da frontone spezzato e rialzato.
Vicino alla parrocchiale sorge il campanile a pianta quadrata, la cui cella presenta su ogni lato una monofora ed è coperta dal tetto a quattro falde.

### Interno
L'interno dell'edificio si compone di un'unica navata, sulla quale si affacciano le cappelle laterali, introdotte da archi a tutto sesto, e le cui pareti sono scandite da lesene sorreggenti il cornicione aggettante sopra il quale s'imposta la volta costolonata; al termine dell'aula si sviluppa il presbiterio a pianta rettangolare, rialzato di alcuni gradini e chiuso dall'abside di forma poligonale.
Qui sono conservate numerose opere di pregio, tra le quali la pala con soggetto la Beata Vergine con Sant'Antonio, le due tele raffiguranti la Madonna del Rosario e i Santi Cosma e Damiano, realizzate nel 1733 da Antonio Paglia, l'organo, costruito nel 1797, e l'affresco ritraente il Crocifisso con la Madonna Addolorata e San Lorenzo.